# Chroustov (Třebenice)
Chroustov je vesnice, místní část Třebenic. Ve vesnici žije 45 obyvatel.

## Geografická charakteristika
Katastrální území Chroustova leží v kraji Vysočina v okrese Třebíč. Na severu a západě sousedí s územím Plešic, na jihozápadě s územím Valče a na jihovýchodě s územím Stropešína.
Chroustov se rozkládá na jih od Dalešické přehrady, byť jeho území až k ní nesahá. Chroustovské území odvodňuje směrem k přehradě potok Svodnice, na samém jihu pak pramení přímo na hranicích s Valčí potok Olešná, tekoucí na jihovýchod k Rokytné.
Zastavěné území Chroustova leží asi 2,5 km na východ od Třebenic a 1,7 km severně od Valče. S Třebenicemi je Chroustov spojen silnicí č. III/35122. Velikost katastrálního území se blíží 1,5 km². Sám Chroustov se rozkládá v severní části svého území, na jihu jsou pole.

## Název
Název vesnice byl odvozen od osobního jména Chrúst (totožného s obecným chrúst - "brouk") a znamenalo "Chrústův majetek".

## Historie
První písemná zmínka o Chroustově pochází z roku 1480 (v Chrústově). K roku 1529 je ves doložena jako opuštěná, znovu osídlena bylo kolem roku 1710.
Z hlediska území správy byl Chroustov veden v letech 1869–1930 jako osada obce Třebenic v okrese Moravský Krumlov, od roku 1950 pak jako část Třebenic v okrese Třebíč.
| Rok            | 1869 | 1880 | 1890 | 1900 | 1910 | 1921 | 1930 | 1950 | 1961 | 1970 | 1980 | 1991 | 2001 |
| -------------- | ---- | ---- | ---- | ---- | ---- | ---- | ---- | ---- | ---- | ---- | ---- | ---- | ---- |
| Počet obyvatel | 65   | 64   | 65   | 70   | 67   | 67   | 69   | 56   | 58   | 55   | 49   | 41   | 40   |

## Pamětihodnosti
- kaple Narození Panny Marie

## Osobnosti
- Jan Novotný (1842–1933), kněz